# Josef Bucher (Politiker, 1965)

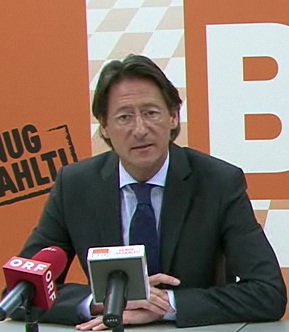
Josef Bucher (2011)

Josef Bucher (* 19. August 1965 in Friesach, Kärnten) ist ein ehemaliger österreichischer Politiker (zuerst FPÖ, dann BZÖ) und Touristikkaufmann. Er war von 2008 bis 2013 Klubobmann des BZÖ-Parlamentsklubs und von 2009 bis 2013 Bundesbündnisobmann des BZÖ.

## Leben und Wirken

### Schul- und Berufsausbildung
Josef Bucher begann seine Schulbildung 1971 in der Volksschule von Friesach, wechselte 1975 in die Hauptschule seines Geburtsorts und besuchte zwischen 1979 und 1980 die Handelsschule in Althofen. 1980 bis 1983 war Bucher auf der Hotelfachschule Villach, 1983 bis 1986 lernte er an der Höheren Bundeslehranstalt für Tourismusberufe in Bad Ischl, die er 1986 mit der Matura abschloss. Danach leistete Bucher seinen Präsenzdienst ab.

### Berufliche Laufbahn
Nach seiner Ausbildung war Bucher zwischen 1988 und 1991 im Hotel Bristol, Hotel Ananas und MS Vistafjord tätig und wurde 1991 geschäftsführender Gesellschafter der Familien Bucher GmbH – Hotel Metnitztalerhof. Zwischen 1995 und 1997 arbeitete Bucher als geschäftsführender Obmann der Tourismusgesellschaft Friesach und 1996 bis 2003 als Geschäftsführer des Vereins Kärntner Wirtshauskultur. Zwischen 2000 und 2003 war er zudem Geschäftsführer BÖG (Bund Österreichischer Gastlichkeit) Kärnten.

### Politische Laufbahn und Funktionen
Josef Bucher war zwischen 1997 und 2003 in der Wirtschaftskammer Kärnten, unter anderem als Kammerrat und Mitglied der Sektionsleitung Tourismus tätig. Er ist seit 2001 Vorstandsmitglied der Volkswirtschaftlichen Gesellschaft Kärnten und war zwischen 2000 und 2006 Mitglied des Präsidiums der Österreich Werbung. Bucher ist seit 2002 Mitglied des Aufsichtsrates der Kärnten Werbung und Aufsichtsrat der Tourismus Holding Kärnten. Seit 2005 ist er zudem Aufsichtsratsvorsitzender der Kärnten Werbung und der Tourismus Holding Kärnten und war daneben von 2005 bis 2006 Landestourismusdirektor des Landes Kärnten.
Josef Bucher zog am 20. Dezember 2002 für die FPÖ in den Nationalrat ein und schloss sich nach der Parteispaltung dem BZÖ an. Bei den Nationalratswahlen wurde er über den Landeswahlvorschlag Kärnten für den Nationalrat wiedergewählt. Bucher übernahm 2005 die Sprecherfunktion für die Themen Finanzen, Budget, Tourismus und Rechnungshof und war zwischen 2006 und 2008 Obmann des Tourismusausschusses.
In der Legislaturperiode bis 2013 war er Mitglied in folgenden Ausschüssen:
Finanzausschuss, Ständiger Unterausschuss des Budgetausschusses, Hauptausschuss, Ständiger gemeinsamer Ausschuss im Sinne des § 9 des Finanz-Verfassungsgesetzes 1948, Ständiger Unterausschuss des Hauptausschusses, Ständiger Unterausschuss in ESM-Angelegenheiten, Budgetausschuss.
Bucher wurde am 22. Oktober 2008 einstimmig zum Klubobmann des BZÖ gewählt. Zuvor hatte Stefan Petzner als Favorit für diese Position gegolten. Er bezeichnet sich selbst als freiheitlich-liberal und zählt sich zur bürgerlichen Rechten.
Am 16. April 2009 wurde Bucher vom Vorstand des BZÖ als neuer Parteivorsitzender nominiert. Er wurde am 26. April 2009 auf einem Parteitag zum Nachfolger des verstorbenen Parteichefs Jörg Haider mit 99,4 Prozent der Delegiertenstimmen gewählt.
Infolge der Abspaltung des mit Abstand wichtigsten BZÖ-Landesverbandes „Die Freiheitlichen in Kärnten“, der Buchers Kurs als rechtsliberal ablehnte, (beträchtliche Teile des BZÖ Kärnten wechselten zur FPK) und Anschluss an die Bundes-FPÖ wurde Josef Bucher am 30. Januar 2010 in einem Gründungskonvent des neuen BZÖ Kärnten mit 99,6 % (mit lediglich einer ungültigen Stimme) auch zum Landesobmann in Kärnten gewählt, wobei Stefan Petzner ihn als geschäftsführender Landesobmann vertrat.
Am 2. Oktober 2013, drei Tage nach der Nationalratswahl, bei der das BZÖ aufgrund der weitaus größeren Zugkraft der FPK in Kärnten den Wiedereinzug in das Parlament verfehlte, trat Bucher als Parteiobmann zurück.

### Privates
Josef Bucher ist geschieden und Vater von drei Söhnen.